# Унтерлис
Унтерлис (њем. Unterlüß) општина је у њемачкој савезној држави Доња Саксонија. Једно је од 24 општинска средишта округа Целе. Према процјени из 2010. у општини је живјело 3.817 становника. Посједује регионалну шифру (AGS) 3351020.

## Географски и демографски подаци
Унтерлис се налази у савезној држави Доња Саксонија у округу Целе. Општина се налази на надморској висини од 108 метара. Површина општине износи 77,5 km². У самом мјесту је, према процјени из 2010. године, живјело 3.817 становника. Просјечна густина становништва износи 49 становника/km².